# Phosphatheriidae
Famille
Les Phosphatheriidae sont une famille fossile de proboscidiens basaux, originaire d'Afrique du nord, qui ont vécu durant l'Éocène inférieur, pendant l'étage Yprésien, soit il y a environ entre 56,0 et 47,8 millions d'années,.
La famille n'abrite qu'un seul genre, mono-spécifique : Phosphatherium escuilliei, qui avait été daté dans un premier temps du Paléocène (Thanétien).

## Classification

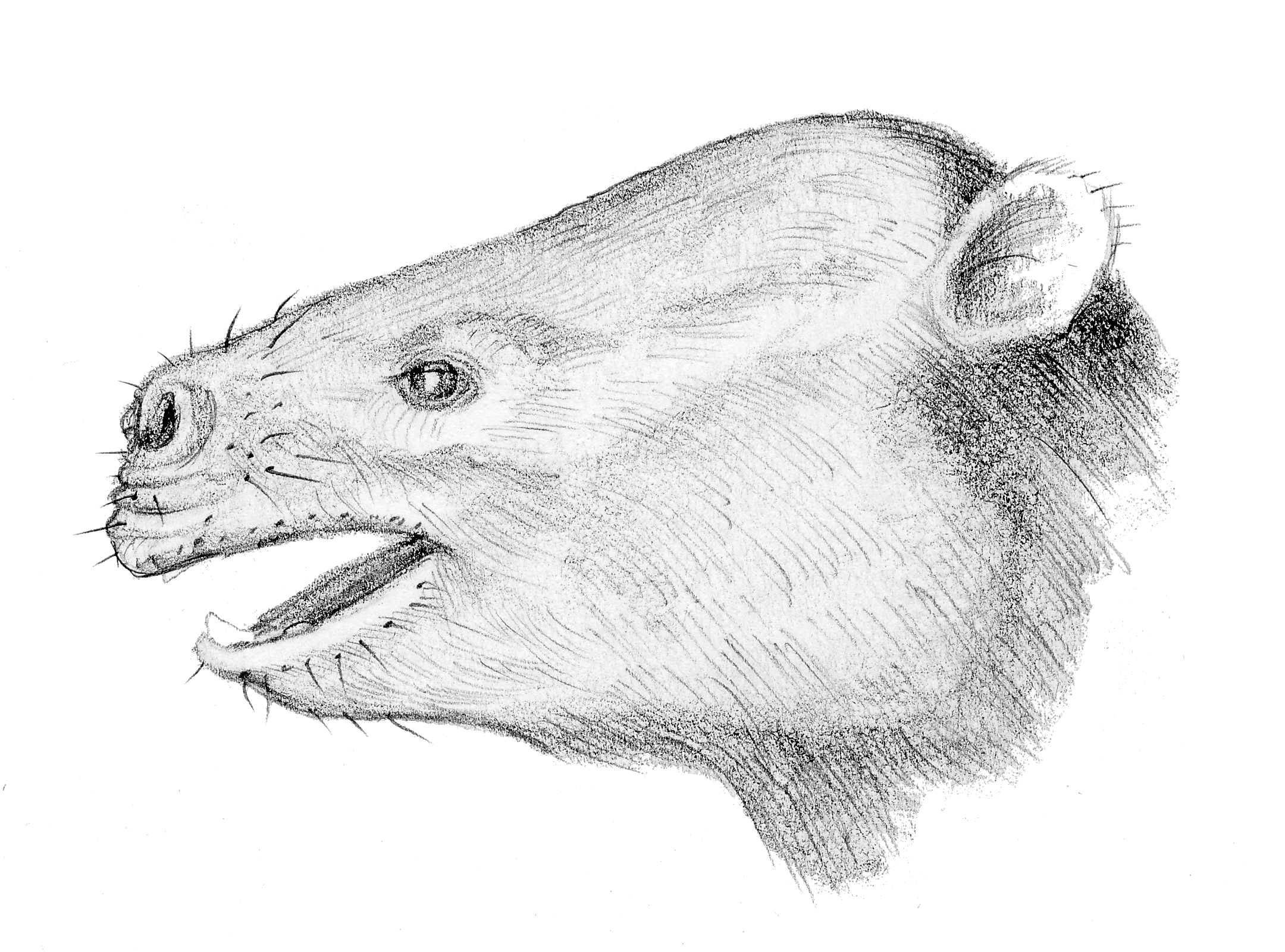
Vue d'artiste de la tête de Phosphatherium escuilliei
d'après Kenneth D. Rose.

En 1996, Emmanuel Gheerbrant et ses collègues avaient placé Phosphatherium dans la famille des Numidotheriidae.